# ロビン・ユーバンクス
ロビン・ユーバンクス（Robin Eubanks、1955年10月25日 - ）は、アメリカ合衆国のジャズとフュージョンのスライド・トロンボーン奏者。ギタリストのケヴィン・ユーバンクスとトランペッターのデュアン・ユーバンクスの兄弟である。ジャズ・ピアニストのレイ・ブライアントとベーシストのトミー・ブライアントは伯父にあたる。彼の母親、ベラ・ユーバンクスは、有名なピアニストであるケニー・バロンの最初のピアノ教師であった。

## 略歴
ロビン・ユーバンクスは、1955年10月25日にフィラデルフィアで生まれた。フィラデルフィア芸術大学を優秀な成績で卒業し、ニューヨークに活動を移した。1980年代初期になりジャズ・シーンに初めて登場。スライド・ハンプトン、サン・ラ、スティーヴィー・ワンダーと共演した。ユーバンクスは、ジャズ・ドラマーのアート・ブレイキー・アンド・ジャズ・メッセンジャーズにおいて音楽監督を務めた。ジャズ・ドラマーのエルヴィン・ジョーンズ・ジャズ・マシーンのメンバーも務めている。彼は、ジャズ・トロンボーン奏者スティーヴ・トゥーレの2003年リリース・アルバム『One4J: Paying Homage to J.J. Johnson』の貢献者であった。ユーバンクスはまた、バンドリーダーとして何枚かのアルバムをリリースした。
彼はコントラバス奏者デイヴ・ホランドのクインテット、セクステット、オクテット、ビッグバンドで、15年間にわたって演奏した。J・J・ジョンソンがオハイオ州のオーバーリン音楽院にユーバンクスを推薦し、ジャズ・トロンボーンとジャズ作曲について20年間の長きにわたり教授として教えた。また、ボストンのニューイングランド音楽院やバークリー音楽大学でも教鞭をとっている。2008年から2019年まで約10年間は、オールスター・グループである「SFJAZZ Collective」のメンバーでもあった。
ロビンは、M-BASEの先駆者の一人である。彼は『ザ・トゥナイト・ショー』『サタデー・ナイト・ライブ』『グラミー賞』など、多数のテレビ番組やスペシャル番組に出演している。また、トロンボーンによる電子効果の使用を開拓した。
ロビンは、アメリカおよび世界中のさまざまな大学で、講師、ゲスト・ソリスト、クリニック担当を頻繁に務めている。
ユーバンクスは『ダウン・ビート』誌と『Jazz Times』誌から、ナンバーワン・トロンボーン奏者に選ばれたことがある。

## ディスコグラフィ

### リーダー・アルバム
- 『ディファレント・パスペクティブズ』 - Different Perspectives (1989年、JMT)
- 『デディケーション』 - Dedication (1989年、JMT) ※with スティーヴ・トゥーレ
- 『カーマ』 - Karma (1990年、JMT) ※with ブランフォード・マルサリス
- 『メンタル・イメージ』 - Mental Images (1994年、JMT)
- Wake Up Call (1997年、Sirocco Jazz)
- 4: JJ / Slide / Curtis and Al (1998年、TCB) ※Robin Eubanks Sextet名義
- Get 2 It (2001年、REM) ※Mental Images名義
- EB3 Live Vol. 1 (2007年、RKM) ※CD & DVD
- Klassik RocK Vol. 1 (2014年、Artistshare) ※Robin Eubanks and Mental Images名義
- More Than Meets The Ear (2015年、Artistshare) ※Robin Eubanks and the Mass Line Big Band名義

### 参加アルバム
ジェリ・アレン
- 『オープン・オン・オール・サイズ』 - Open on All Sides in the Middle (1986年、Minor Music)
- 『ザ・ギャザリング』 - The Gathering (1998年、Verve)

アート・ブレイキー
- Not Yet (1988年、Soul Note)
- I Get a Kick Out of Bu (1988年、Soul Note)

スティーヴ・コールマン
- 『ワールド・エクスパンション』 -World Expansion (1987年、JMT)

ソニー・フォーチュン
- A Better Understanding (1995年、Blue Note)

クレイグ・ハンディ
- Split Second Timing (1992年、Arabesque)
- Reflections in Change (1999年、Sirocco Music)

ジョー・ヘンダーソン
- Big Band (1996年)

デイヴ・ホランド
- 『レイザーズ・エッジ』 - The Razor's Edge (1987年、ECM)
- Points of View (1998年、ECM)
- 『プライム・ディレクティヴ』 - Prime Directive (1999年、ECM)
- What Goes Around (2002年、ECM)
- Not for Nothin'  (2001年、ECM)
- Extended Play: Live at Birdland (2003年、ECM)
- Pathways (2010年、Dare2)

ロナルド・シャノン・ジャクソン
- 『デコード・ユアセルフ』 - Decode Yourself (1985年、Island)

エルヴィン・ジョーンズ
- The Truth: Heard Live at the Blue Note (1999年、Half Note)

ボビー・プレヴァイト
- Weather Clear, Track Fast (1991年、Enja)
- 『スレイ・ザ・スーターズ』 - Slay the Suitors (1993年、Avant)
- 『ヒュー・アンド・クライ』 - Hue and Cry (1993年、Enja)

ハンク・ロバーツ
- Black Pastels (1988年、JMT)

ハーブ・ロバートソン
- Shades of Bud Powell (1988年、JMT)

その他
- ケニー・ドリュー・ジュニア : Follow the Spirit (2000年、Sirocco Jazz) ※プロデュース
- ビル・ハードマン : What's Up (1989年、SteepleChase)
- アンドリュー・ヒル : 『さよならは言わない』 - But Not Farewell (1990年、Blue Note)
- ダラー・ブランド : 『グッド・ニュース・フロム・アフリカ』 - Good News from Africa: Portrait (1990年、Enja)
- ジョー・ジャクソン : 『シンフォニー・ナンバー・ワン』 - Symphony No. 1 (1999年、Sony Classical)
- J・J・ジョンソン : The Brass Orchestra (1996年、PolyGram)
- The Uniphonics : Crawl (2010年)
- B.B.キング : 『ライブ・アット・ジ・アポロ』 - Live at the Apollo (1990年、MCA)
- ミンガス・ビッグ・バンド : Essential Mingus Big Band (1996年、Dreyfus)
- バーブラ・ストライサンド : 『バーブラ・コンサート』 - The Concert (1994年、Sony)
- サン・ラ : Other Side of the Sun (1978年、Universe)
- スーパーブルー : 『スーパーブルー2』 - Superblue 2 (1989年、Blue Note)
- トーキング・ヘッズ : 『ネイキッド』 - Naked (1988年、Sire)
- マッコイ・タイナー・ビッグ・バンド : Uptown/Downtown (1988年、Milestone)
- グローヴァー・ワシントン・ジュニア : 『オール・マイ・トゥモロウズ』 - All My Tomorrows (1994年、Sony)
- 渡辺貞夫 : 『リメンブランス』 - Remembrance (1999年、Verve)
- チップ・ホワイト : Harlem Sunset (1994年、Postcards)